# پالماروسا

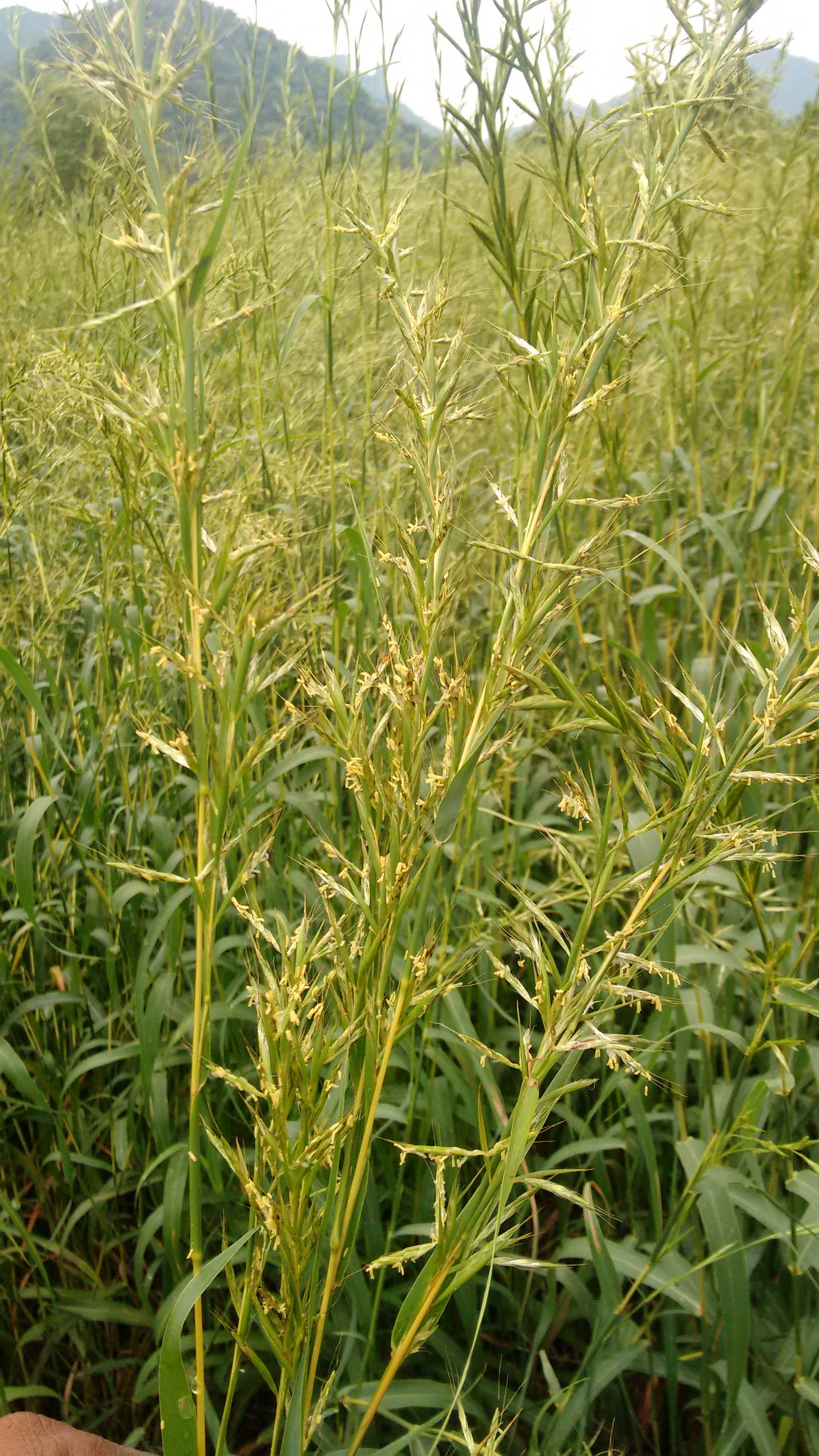
Cymbopogon martinii

پالماروسا (Cymbopogon martinii) گونه‌ای از علف‌های سرده علف لیمو)بومی هند و هندوچین است، اما به‌خاطر روغن معطر آن به‌طور گسترده در بسیاری از نقاط کشت می‌شود. بیشتر با نام رایج پالماروسا (رز نخل) شناخته می‌شود زیرا بوی شیرین و گل رز دارد. نام‌های رایج دیگر عبارتند از: شمعدانی هندی، علف زنجبیل، روشا و علف روشا.
اسانس این گیاه که حاوی ترکیب شیمیایی ژرانیول است به دلیل رایحه آن و مصارف دارویی سنتی و خانگی مورد توجه است. روغن پالماروزا ممکن است یک دافع حشرات مؤثر در غلات و حبوبات، یک ضد کرم در برابر نماتدها و یک ضد قارچ و دافع پشه باشد. روغن پالماروزا که بویی شبیه به گل رز دارد به صابون‌ها و لوازم آرایشی اضافه می‌شود.